# Deuteragenia ossarium
 Deuteragenia ossarium  ist eine Wegwespe aus der Unterfamilie Pepsinae. Wie die meisten Wegwespen errichtet sie Brutzellen in Hohlräumen, in denen sie gelähmte Spinnen deponiert. Ihre Eier legt sie auf den erbeuteten Spinnen ab, um dem Nachwuchs eine entsprechende Nahrungsquelle zu sichern. Deuteragenia ossarium ist jedoch die einzige bisher bekannte Art der Wegwespen, die in der Vorkammer zu ihren Brutzellen tote Ameisen stapelt, vermutlich um Eindringlinge abzuschrecken. Als Trivialname wurde im Jahr 2014 von den Erstbeschreibern der englischsprachige Name Bone-house Wasp (deutsch ‚Beinhaus-Wespe‘) vorgeschlagen. Diese Wegwespe ist bisher nur aus einem kleinen Gebiet im Südosten Chinas bekannt.

## Beschreibung
Die adulte Wegwespe zeigt das typische Erscheinungsbild der Gattung Deuteragenia: Sie ist einheitlich schwarz gefärbt, die Vorderflügel der Weibchen haben schwarze Flecken. Der Körperbau ist schlank. Die geschlechtsreifen Weibchen haben eine Körperlänge von 8,9–15,2 Millimetern, die Männchen werden 6,6–9,8 Millimeter lang.
Deuteragenia ossarium ähnelt Deuteragenia conspersa, die aus Korea und Japan bekannt ist. Diese weist jedoch zumindest auf den Mandibeln, Antennen, Tarsengliedern und dem ersten Tergit eine rostbraune Färbung auf, während D. ossarium fast ganz schwarz ist. Die Tergite des zweiten bis sechsten Segments des Hinterleibs tragen bei D. conspersa lange, bräunliche Borsten, bei der Beinhaus-Wespe D. ossarium jedoch eine kurze silbrige Beborstung.
Bei den Männchen von Deuteragenia ossarium ist der Kopfschild (Clypeus) elfenbeinfarben mit einem schwarzen Fleck an der Basis.

## Verbreitung
Die Wegwespe Deuteragenia ossarium wurde bei Forschungsarbeiten zur Ökologie der Wegwespen in der Gutianshan National Nature Reserve, einem Naturschutzgebiet in der Provinz Zhejiang im Südosten Chinas entdeckt. Weitere Vorkommen konnten bisher nicht nachgewiesen werden (Stand: Mitte 2014).

## Lebensweise
Im Rahmen der Forschungsarbeit in Gutianshan wurden den Wespen wie in einem Insektenkasten Röhrchen als Nistplätze angeboten. Diese bestanden aus Pfahlrohr (Arundo donax), das in einer Höhe von ca. 1,5 Metern in waagrecht liegenden Plastikrohren eingebracht wurde. 829 solcher Pfahlrohre wurden wieder eingesammelt, sie enthielten insgesamt 1929 Brutzellen. In diesen Brutzellen entwickelten sich die Larven von Wegwespen, Grabwespen sowie Solitären Faltenwespen.
Die meisten Wespen, die mehrere Brutzellen anlegen, lassen im Eingangsbereich eine Zelle leer. Die Funktion dieses „Vestibulums“ ist nicht ganz geklärt. Es konnte nicht nachgewiesen werden, dass die Bruträume durch diesen Vorraum vor Eindringlingen besser geschützt werden als Bauten ohne leere Zellen. Allenfalls kommt den Leerräumen eine Funktion bei der Regulierung der Temperatur und beim Schutz vor direkten Wettereinflüssen zu.
Bei insgesamt 73 der untersuchten Nester war die Vorkammer nicht leer, sondern mit toten Ameisen gefüllt. In den insgesamt 213 Brutzellen dieser Nester entwickelten sich die Larven einer bis dahin noch nicht beschriebenen Art der Wegwespen, die später Deuteragenia ossarium genannt wurde. Die Vestibularzellen der Nester von Deuteragenia ossarium enthielten bis zu 13 tote Tiere aus insgesamt neun verschiedenen Ameisenarten. Die häufigste der von den Wegwespen eingebrachten Arten war Pachycondyla astuta aus der Ameisen-Unterfamilie der Urameisen (Ponerinae), die über einen Giftstachel verfügen. In insgesamt 25 von 26 stichprobenartig ausgewählten Nestern war diese Art vertreten, von 126 untersuchten Ameisen in diesen Zellen gehörten 90 zu dieser Art, das entspricht mehr als 70 Prozent. Weitere häufige Arten waren die nahe verwandte Pachycondyla chinensis, die Schuppenameise Polyrhachis illaudata und Gnamptogenys panda aus der Unterfamilie der Ectatomminae mit je zehn Exemplaren.

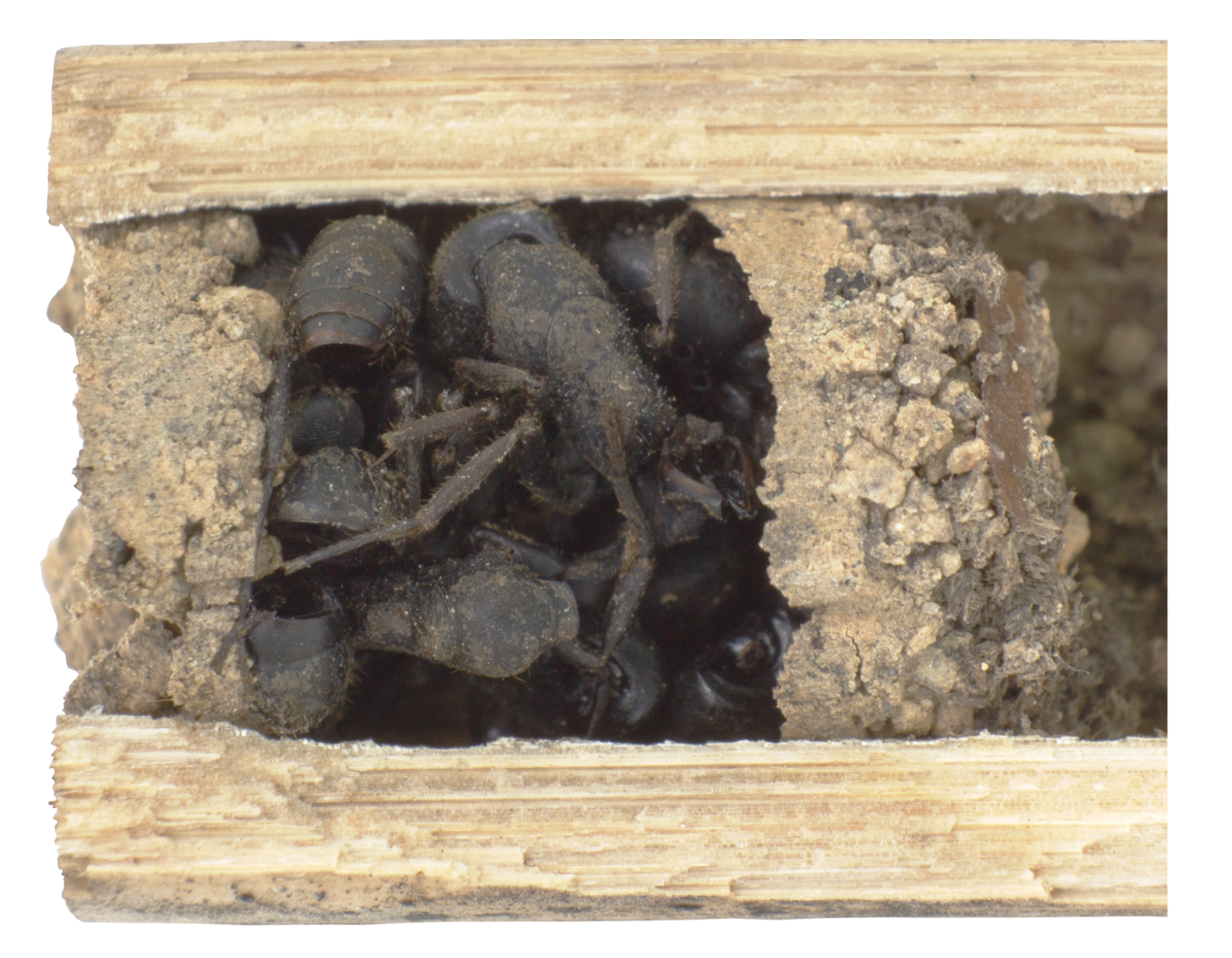
Kammer mit hinterlegten toten Ameisen.
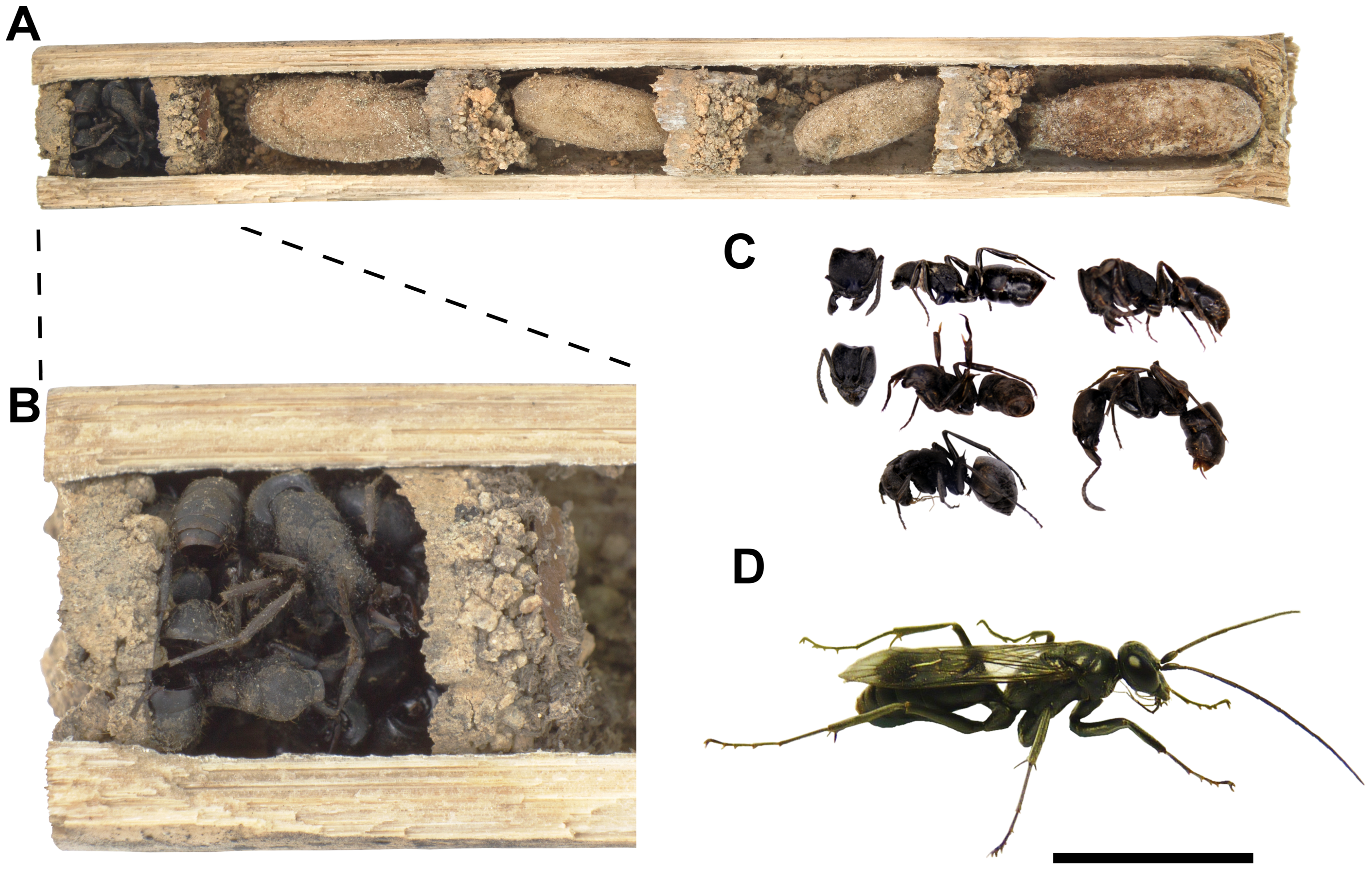
Übersicht zu Kammern mit Eiablage und Schutzkammer.

## Systematik
Die Gattung Deuteragenia und die Tribus Deuterageniini wurden im Jahr 1912 von Šustera beschrieben. Nachdem Deuteragenia lange Zeit als Untergattung von Dipogon aufgefasst worden war, wurden die Gattung und die Tribus im Jahr 2012 wiedererrichtet.